# Mirror of Madness
Albums de Norther
Dreams of Endless War
(2002) Death Unlimited
(2004)
Mirror of Madness est le deuxième album studio du groupe de death metal mélodique finlandais Norther. L'album est sorti le 12 août 2003 sous le label Spinefarm Records.
Le titre Unleash Hell est sorti en CD single.
L'édition japonaise de l'album inclut en plus les titres Frozen Sky et Smash, ce dernier est une reprise du groupe de Rock américain The Offspring.
Un video clip a été tourné pour le titre éponyme de l'album, Mirror of Madness.

## Musiciens
- Petri Lindroos − Chant, Guitare
- Kristian Ranta − Guitare
- Jukka Koskinen − Basse
- Tuomas Planman − Claviers
- Toni Hallio − Batterie

## Liste des morceaux
1. Blackhearted − 4:19
2. Betrayed − 4:54
3. Of Darkness and Light − 5:06
4. Midnight Walker − 4:45
5. Cry − 4:58
6. Everything is an End − 4:33
7. Unleash Hell − 4:15
8. Dead − 5:27
9. Mirror of Madness − 4:42
10. Frozen Sky (édition japonaise uniquement) − 3:18
11. Smash (édition japonaise uniquement) − 2:40 (reprise du groupe The Offspring)